# 염전
염전(鹽田, 문화어: 소금밭, 영어: Salt evaporation pond)은 천일염을 생산하는 곳이다.

## 천일염을 생산하는 과정
갯펄에 논과 같이 사각형 모양의 얕은 가두리를 만들어 바닷물을 들이고 여러 날 동안 햇볕과 바람에 증발시킴으로써, 조제 천일염을 만든다.
가급적 얕고 넓게 만들어 증발과 일단 결정화된 천일염 결정이 침전이 잘되도록 하고 일정한 양의 천일염 결정이 석출(Crystalizing)이 되면 나머지 바닷물은 배수하여 바닥까지 건조시키고 결정화된 조제 천일염을 긁어모아 완전히 건조하면 인근의 창고에 저장 혹은 그대로 시장에 반출, 판매하는 경우도 있고 건조가 완료되기 전의 조제 천일염을 한번 혹은 여러번 가마솥에 깨끗한 민물과 함께 끓여 보다 정제된 천일염을 만들어 부가가치가 있는 상품으로 만드는 경우가 있다.

## 한반도의 염전

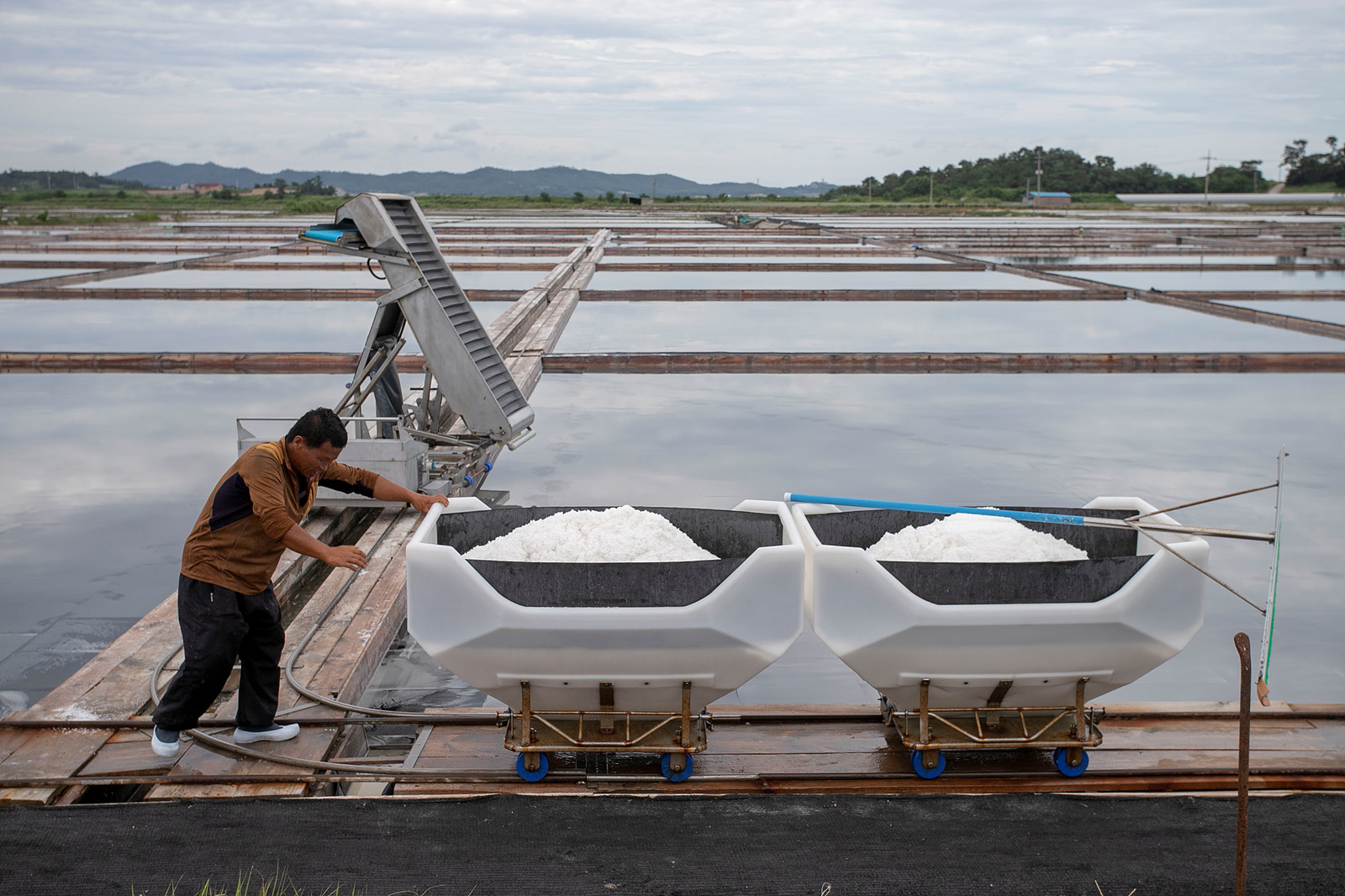
해남 세광염전

조선 시대까지는 바닷물을 끓여서 소금을 생산하는 자염법(煮鹽法)이라는 제염 방식이 사용되었다. 한국 최초의 근대식 염전은 1907년에 대한제국 정부에 의하여 처음 건설된 주안염전으로, 이후 1908년부터 1911년까지 26만 평, 1917년부터 이듬해까지 37만 평 규모로 확장되었다. 이후 인천 일대에는 남동염전, 군자염전, 소래염전 등이 생겨나 많은 소금을 생산했였다. 그러나 1970년 이후 산업화와 도시화로 인한 소금산업의 사양화로 많은 염전이 폐염되었고, 그중 한국 최초의 염전이였던 주안염전, 오이도를 육지로 만들어진 원인인 오이도 염전, 대한민국에서 제일 유명했던 소래염전 등 경기 지역의 염전들은 산업화와 도시화 이후 폐염되었다. 많은 염부(특히 남자)들이 수많은 공장으로 떠났기 때문이다. 한편, 한국 최초의 염전인 주안염전이 위치한 인천의 주안 지역은 결국 간척하고 대신 산업단지 지구로 변하면서 흔적도 사라졌다.
현재 한반도에 염전이 남아 있는 곳은 서해안 갯벌이다. 천일염으로 전남 신안 꽃소금 천일염과 전북 부안 곰소 소금이 유명하다. 신안 증도의 태평염전, 해남 세광염전 등에서는 토판염을 생산한다.

## 사진

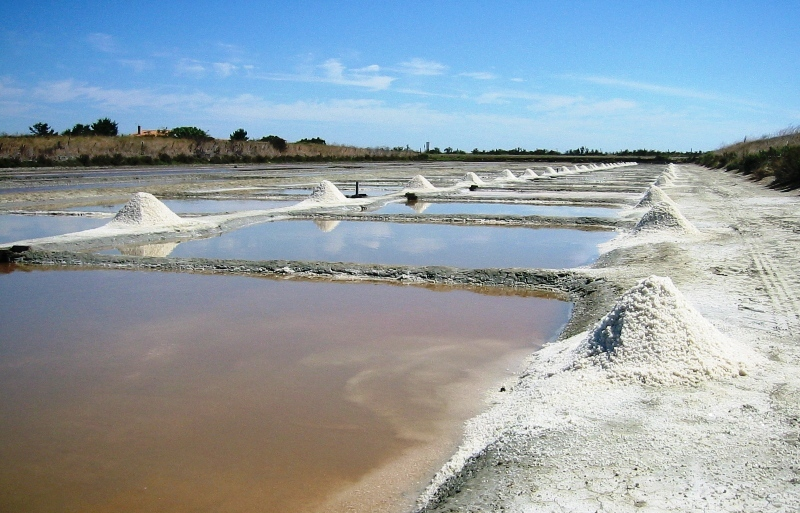
생산된 소금을 모아둔 염전의 모습. 프랑스 샤랑트마리팀주 Île de Ré 섬
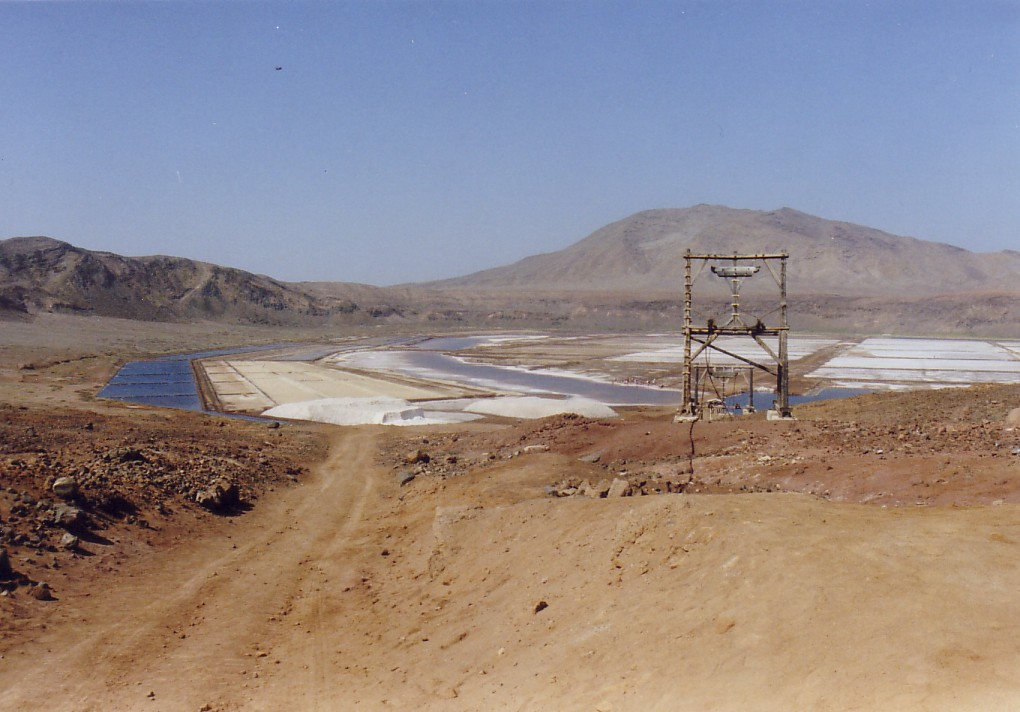
아프리카 카보베르데 살섬의 소금밭
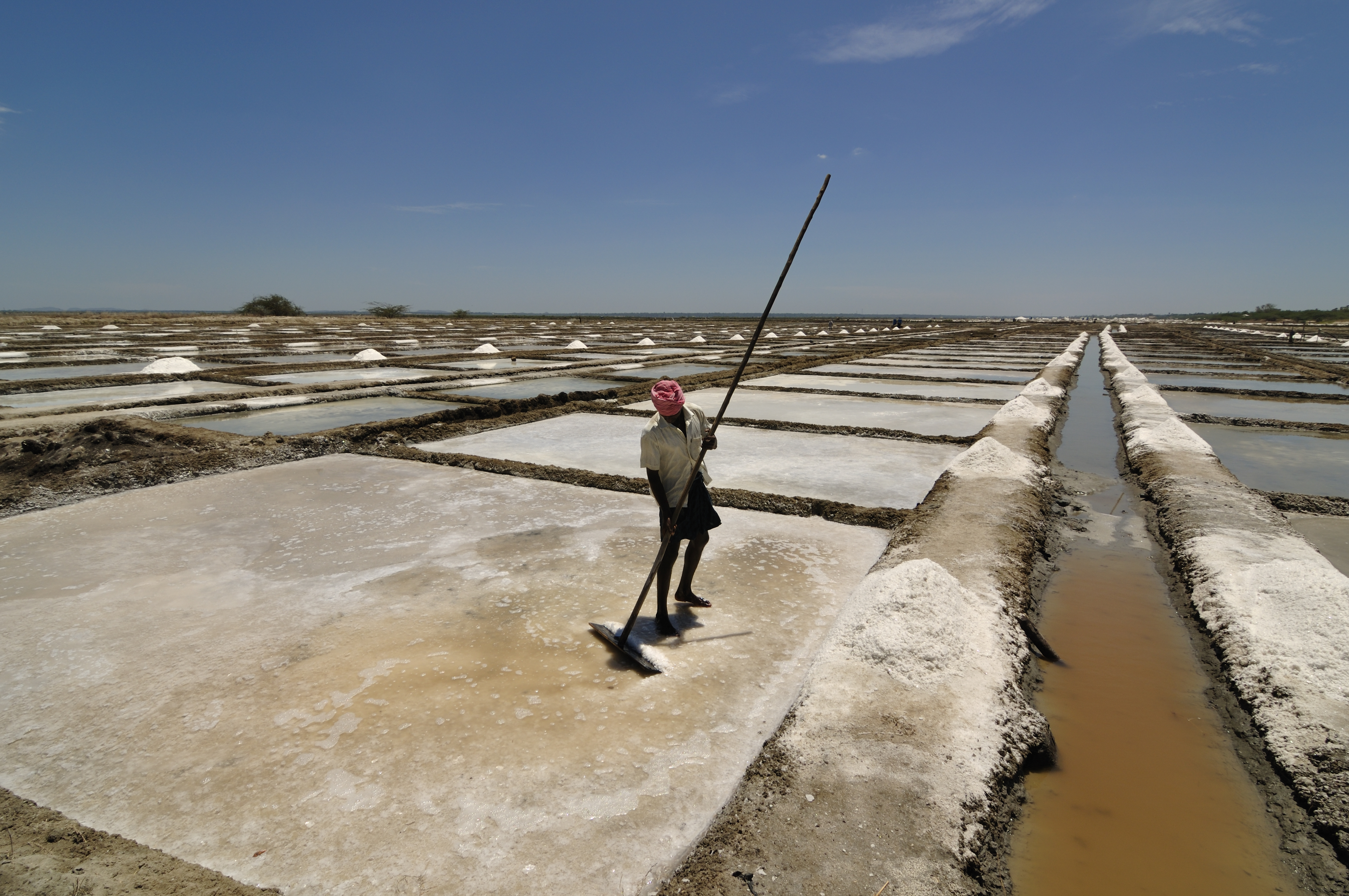
염전에서 소금을 생산하는 염부. 타밀나두, 인도

## 같이 보기
- 소금
- 천일염